# 前田哲
前田 哲（まえだ てつ）は、日本の映画監督、脚本家である。関西のタレント・前田 哲（まえだ さとし）は別人である。

## 人物・来歴
生年月日非公表、大阪府出身。東映東京撮影所で大道具、美術助手を経験したのち、フリーの助監督となる。伊丹十三、滝田洋二郎、阪本順治、松岡錠司、崔洋一、東陽一、黒沢清、大森一樹、周防正行らの作品に携わる。映画のメイキング映像を監督した後、1998年に、相米慎二総監督のオムニバス映画『ポッキー坂恋物語』で監督デビュー。2009年度より、東北芸術工科大学デザイン工学部映像学科准教授、2013年に退任。

## 映画
- 月はどっちに出ている（助監督）
- That's カンニング! 史上最大の作戦?(助監督)
- Shall  we  ダンス?（助監督）
- かわいいひと 「EPISODE III」 ※ビデオ題「ポッキー坂恋物語 かわいいひと」（1998）
- ゼニ学 禁断の錬金術篇（2000）
  - ゼニ学 悪女の決算篇（2000）
- GLOW 僕らはここに…。（2000）
- sWinGmaN（2000）
- パコダテ人（2002）
- 棒たおし!（2003）
- ガキンチョ★ROCK（2004）
- パローレ（2005）
- 陽気なギャングが地球を回す（2006）
- ドルフィンブルー フジ、もういちど宙へ（2007）
- ブタがいた教室（2008）
- 猿ロック THE MOVIE（2010）
- 極道めし（2011）
- 王様とボク（2012）
- 旅の贈りもの 明日へ（2012）
- こんな夜更けにバナナかよ 愛しき実話（2018）
- ぼくの好きな先生（2019）
- 老後の資金がありません！（2021）
- そして、バトンは渡された（2021）
- ロストケア（2023）[2]
- 水は海に向かって流れる（2023年6月9日公開）
- 大名倒産（2023年6月23日公開）[3]
- 九十歳。何がめでたい（2024年6月21日公開）[4]

## テレビ
- 学校の怪談G 今年は恐怖バラエティー7本立て「食鬼」（1998年9月27日 関西テレビ）
- 失踪HOLIDAY（2007年2月10日 - 2007年3月3日 テレビ朝日）
- 猿ロック（2009年7月23日 - 2009年10月15日日本テレビ）

## 配信
- 恋に落ちたおひとりさま～スタンダールの恋愛論～（2022年3月18日配信、全10話、Amazon Prime）[5]

## 受賞歴
- 第46回報知映画賞 監督賞（2021年）[1]

## 出演
- 探偵!ナイトスクープ - 2025年4月18日